# Hikarian
Hikarian (ヒカリアン), também chamado de Hikarian: Great Railroad Protector, é uma série de anime e franquia de brinquedos criados por Tomy.
A primeira série, Chō Tokkyū Hikarian (超特急ヒカリアン, lit. "Super Expresso Hikarian") é sobre os trens-bala que se transformam em robôs. Os robôs, junto com dois humanos chamados Tetsuyuki Shinbashi (新橋 テツユキ Shinbashi Tetsuyuki) e Minayo Kanda (神田 ミナヨ Kanda Minayo), terão que parar uma invasão alienígena.
A segunda série, Denkō Chō-Tokkyū Hikarian (電光超特急ヒカリアン, lit. "Ultra Relâmpago Expresso Hikarian"), foi mais tarde criada. A nova série é estrelada por um novo Hikarian, o Lightning West (Relâmpago do Oeste), e um novo humano líder, Kenta Hijiribashi (聖橋 ケンタ Hijiribashi Kenta).
Em Portugal apenas a primeira série foi emitida, que estreou na RTP2 entre 2000/2001.

## Enredo
Os hérois desta nova série são locomotivas eletrónicas que puxam comboios a prova de bala ao longo da estrada de ferro e cuja verdadeira missão é salvar a terra de um grande perigo. A queda de uma misteriosa e desconhecida luz, cheia de energia, sobre o planeta vai transformar as locomotivas em gigantescos robôs voadores chamados Hikarians que prometem salvar e defender o planeta Terra das invasões extraterrestres e das suas maldições. Uma animação cheia de aventura e emoção...

## Personagens
Os personagens principais são os Hikarian que lutam contra a gangue Blatcher e seu plano da operação das trevas.
Todos os personagens, exceto o Expresso das Trevas, são baseados em trens da vida real. Curiosamente, a série retrata-os funcionando como trens normais em tempos de paz.

### Hikarians
- Nozomi: O herói mais dinâmico de todos os membros Hikarian. Ele é cheio de espírito de luta. Ele usa um escudo e espada.
- Tsubasa: Ele é muito forte e ágil, mesmo em locais estreitos ou em terras altas.
- Max: O maior Hikarian. Ele tem músculos fortes e usa um enorme martelo.
- Hikari: O capitão dos Hikarians. Sempre engenhoso e calmo.
- Windash: Ele é um carro de teste chamado "Win 350." Ele possui o poder de ver o futuro.
- E2 Jet: Ele voa a uma velocidade tremenda. Ele luta para resgatar os amigos como aviões de combate. Ele usa lasers na turbina que embalam um perfurador.
- Police-Win: O Patrulha do Trem da Polícia Ferroviária. Ele usa um laser que o ajuda em situações difíceis.
- Fire N'ex: Uma viatura de incêndio da Ferrovia.
- Sniper Sonic: O força de defesa da ferrovia. Ele tem um grande canhão.
- Dr. 300X: Um carro de teste. Ele é um cientista muito inteligente e inventa carros especiais.
- Nankai Rapi:t: Um ninja Hikarian. Ele usa uma espada ninja com um escudo shuriken. Seus ataques são super rápidos e tem o estilo de um ninja.
- Azusa: O carro de resgate da ferrovia.
- West: O mais avançada super-expresso. Ele corre sobre trilhos na velocidade mais alta do mundo. O sensor de asa em suas costas lhe dá o poder de busca do túnel do tempo. É o personagem principal da segunda série.  Pode combinar com Garuda para formar Lightning Garuda.
- Doctor Yellow: O engenheiro da sede Hikarian. Ele auxilia o Dr. 300X.
- E3 Racer
- E4 Power: Amigo de Max.
- Yamabiko e K-kun
- Kodama: O mais velho dos Hikarians.
- STAR21: Engenheiro experimental.
- Buster Seven
- Eurostar Blue Euro
- Irmãos Hitachi
- Odakyū Romancecar
- Skyliner
- Rescue: Mecanismo americano Hikarian rodoviário de fogo.
- Hikarian X/Shadow X: Combina com Esfinge e Nazca para formar o God X.

### Humanos
- Tetsuyuki Shinbashi (新橋 テツユキ Shinbashi Tetsuyuki) / Terry : Ele é um bom amigo dos Hikarians.
- Minayo Kanda (神田 ミナヨ Kanda Minayo) / Mina : A namorada de Terry.

### Gangue Blatcher
- Black Express: O chefe da Gangue Blatcher. Ele usa clavas elétricas e na maioria das vezes se esconde em fumaça preta.
- Dozilas: Os capangas de Black Express. Ele tem um coração suave e gosta de brincar com as crianças.
- Wookary: Um cara descuidado que vive a sonhar acordado.
- Silver Express O cabeça por trás da Gangue Blatcher.
- Smoke Jo: A locomotiva gigantesca feita pelos Blatchers. Quando ele passa, tudo se transforma e fica preto.
- Baron Euro
- Star

## Imitação Chinesa em CGI
Em janeiro de 2011, foi anunciado que Pat Lee estaria trabalhando com Carloon Animation para criar um desenho animado em CGI sobre trens chamados Train Hero (高铁侠). Em julho de 2011, os telespectadores chineses ficaram chocados que ele foi um disparo para uma imitação de Hikarian.  Depois que Pat Lee foi processado pela TV Tokyo e por Takara Tomy quando eles descobriram e ficaram realmente chocado sobre este desenho chinês sendo um absoluto plágio de Hikarian, Pat Lee criou uma versão revisada chamada Train Heroes (トレインヒーロー) que começou a ser exibida no Japão em abril de 2013.